# El emperador de todos los males: Una biografía del Cáncer
El Emperador de Todas los males: Una Biografía del Cáncer (en inglés: The Emperor of All Maladies: A Biography of Cancer) es un libro escrito por Siddhartha Mukherjee, médico y oncólogo estadounidense nacido en la India. Publicado el 16 de noviembre de 2010 por Scribner, ganó el Premio Pulitzer 2011 de no ficción. El jurado lo calificó como "una investigación elegante, a la vez clínica y personal" sobre el cáncer.

## Contenido
El libro entreteje las experiencias de Mukherjee como becario de hematología/oncología en el Hospital General de Massachusetts, así como la historia del tratamiento del cáncer y la investigación. Mukherjee da la historia del cáncer de su primera identificación hace 4.600 años por el médico egipcio Imhotep. Los griegos no entendían las células, pero estaban familiarizados con la hidráulica, por lo que utilizaron metáforas hidráulicas, de humores, que eran fluidos cuyo equilibrio adecuado, creían, producía salud y enfermedad. Según el libro, el cáncer existió en silencio en la historia hasta 440 antes de la Era Común, donde el historiador griego Heródoto relata la historia de Atossa, la reina de Persia y la hija de Ciro II, que notó un bulto en el pecho. El tumor fue extirpado por su esclavo griego llamado Demasitis, donde se cree que el procedimiento tuvo éxito al menos temporalmente.
En el siglo XIX, se desarrollaron enfoques quirúrgicos para tratar los tumores. William Halsted desarrolló una agresiva y desfigurante cirugía de mama como una estrategia para eliminar no sólo las células cancerosas existentes, sino también lugares a los que podrían haberse diseminado.
La leucemia, un cáncer de células sanguíneas, fue observada por primera vez por Rudolph Virchow y Franz Ernst Christian Neumann localizó la patología en la médula ósea. Las células de leucemia dependen de la enzima dihidrofolato reductasa. Sidney Farber utilizó moléculas desarrolladas por Yellapragada Subbarow para bloquear la enzima y destruir las células de leucemia, produciendo una remisión temporal en la enfermedad.
El libro continúa hasta las últimas investigaciones y terapias.
Según Mukherjee, el libro fue una respuesta a la demanda de un paciente: "Estoy dispuesto a seguir luchando, pero necesito saber qué es lo que estoy luchando". Mukherjee afirma que dos de sus influencias para el libro fueron And the Band Played On de Randy Shilts y The Making of the Atomic Bomb de Richard Rhodes, pero el momento decisivo para él fue "cuando concibió su libro como una biografía".
Fue descrito, por la revista Time, como uno de los 100 libros más influyentes de los últimos 100 años, y por la revista The New York Times como una de las 100 mejores obras de no ficción.

## Premios y honores
- 2011: Premio Pulitzer no ficción, ganador
- 2011: PEN/E. O. Wilson Literary Science Writing Award, ganador (inaugural)
- 2011: Guardian First Book Award, ganador
- 2011: Wellcome Trust Book Prize, shortlist[5]
- 2010: New York Times Best Books of the Year
- 2010: New York Times Notable Book of the Year
- 2010: The New York Times Best Seller list
- 2010: TIME Magazine's Best Books of the Year
- 2010: Premio del Círculo de Críticos Nacional del Libro, finalista
- 2010: Los Angeles Times Book Prize, finalista

## Traducciones
- 2011: italiano: L' imperatore del male. Una biografia del cancro, Neri Pozza (ISBN 978-88-545-0331-1).
- 2011: coreano: 암 : 만병의 황제의 역사, 이한음 (ISBN 978-89-7291-506-5).
- 2012: turco: Tüm Hastalıkların Şahı, Zeynep Arık Tozar (ISBN 978-6056260483).
- 2012: alemán: Der König aller KrankheitenBarbara Schaden (ISBN 978-3832196448).
- 2012: lituano: Visų ligų karalius: vėžio biografija, leidykla "Versus aureus" (ISBN 978-9955-34-352-3).
- 2012: portugués: O Imperador de Todos os Males. Uma biografia do cancro, Bertrand Editora (ISBN 9789722523943)
- 2012: español: "El emperador de todos los males: Una biografía del cáncer" editorial Taurus (ISBN 9786071112361)
- 2013: francés: L'empereur de toutes les maladies. Une biographie du cancer, Éditions Flammarion (ISBN 978-2081285446).
- 2013: alemán: De keizer aller ziektes, een biografie van kanker, de Bezige Bij (ISBN 978-9023472896).
- 2013: ruso: Царь всех болезней. Биография рака, АСТ, (ISBN 978-5-17-077569-9).
- 2013: ucraniano: Імператор усіх хвороб: біографія раку, Київ, видавництво Жупанського (ISBN 978-966-2355-36-9).
- 2013: polaco: Cesarz wszech chorób: Biografia raka, Wydawnictwo Czarne (ISBN 978-83-7536-544-3)
- 2013: búlgaro: Императорът на всички болести: Биография на рака, Изток - Запад (ISBN 978-619-152-315-3)
- 2013: húngaro: Betegségek betegsége: mindent a rákról, Libri (ISBN 978-963-310-087-5)
- 2014: sueco: Lidandets konung: Historien om cancer, Albert Bonniers Förlag (ISBN 9789100132699).
- 2014: tailandés: จักรพรรดิแห่งโรคร้าย ชีวประวัติโรคมะเร็ง : The Emperor of All Maladies : A Biography of Cancer, สุนันทา วรรณสินธ์ เบล แปล, สำนักพิมพ์มติชน (ISBN 978-974-02-1085-6).
- 2015: persa: "سرطان امپراطور بیماری‌ها", The House of Biology (ISBN 978-600-6926-36-0).
- 2015: islandés: "Meistari allra meina: Ævisaga krabbameins", Forlagið (ISBN 978-9979-53-617-8).
- 2015: checo: "Vládkyně všech nemocí", Masarykova univerzita (ISBN 978-80-210-7761-4).
- 2017: persa: «پادشاه همۀ امراض», Salekan (ISBN 978-964-5537-02-7).